# Finn sam w domu: Świąteczny skok
Finn sam w domu: Świąteczny skok (ang. Home Alone: The Holiday Heist) – kanadyjsko-amerykański film familijny z 2012 roku w reżyserii Petera Hewitta na podstawie scenariusza Aarona Ginsburga i Wade McIntyre. W główne role wcielili się Christian Martyn, Jodelle Ferland, Ellie Harvie oraz Malcolm McDowell. Zdjęcia kręcono w Winnipeg.
Finn sam w domu jest to piąta część serii Sam w domu. Jego kontynuacja to Nareszcie sam w domu z 2021 roku.
Światowa premiera filmu miała miejsce 25 listopada 2012 roku. W Polsce został wyemitowany 23 grudnia 2013 roku na kanale Canal+  oraz 21 sierpnia 2015 roku w Polsacie.

## Fabuła
Finn Baxter to 10-letni chłopiec, który wraz z rodzicami i siostrą przeprowadza się z Kalifornii do Maine. Chłopiec wierzy w to, że nowy dom, do którego Baxterowie się wprowadzili, jest nawiedzony. Pewnego dnia rodzice jadą na przyjęcie świąteczne do pracodawcy matki Finna, a w domu zostają tylko Finn i jego starsza siostra Alexis. Tymczasem troje groźnych złodziei: Sinclair, Jessica i Hugh planują napaść na dom, w którym mieszka chłopiec po to, aby odzyskać drogocenny obraz autorstwa Edvarda Muncha. Finn planuje obronę swojego domu zastawiając różne pułapki.

## Obsada[1]
- Christian Martyn – Finn Baxter
- Jodelle Ferland – Alexis Baxter
- Ellie Harvie – Catherine Baxter
- Doug Murray – Curtis Baxter
- Debi Mazar – Jessica
- Malcolm McDowell – Sinclair
- Eddie Steeples – Hughes
- Edward Asner – pan Carson
- Evan Scott – Święty Mikołaj w saniach
- Peter DaCunha – Mason

## Produkcja i odbiór
Prace nad piątym filmem z serii rozpoczęły się pod koniec 2011 roku jako koprodukcja pomiędzy ABC Family i Fox TV Studios. Reżyserem został Peter Hewitt, a za scenariusz odpowiadali Aaron Ginsburg i Wade McIntyre. Stworzono nową historię która opiera się na przygodach rodziny Baxterów. Jako głównego bohatera wybrano Christiana Martyna. Zdjęcia kręcone były od stycznia do marca 2012 roku w Kanadzie w mieście Winnipeg. Telewizyjna premiera filmu odbyła się 25 listopada 2012 roku na kanale ABC Family. Produkcja nigdy nie trafiła do kin. Krajowa sprzedaż zapisu filmu DVD wyniosła 895 381$.
Film dostał mieszane recenzje, IMDb ocenił go 3,5/10, Emily Ashby z Common Sense Media ocenia go 2/5.